# Piraeusplein
Het Piraeusplein is een plein op het KNSM-eiland in Amsterdam-Oost. Het plein wordt vrijwel geheel omsloten door het woongebouw Piraeus.

## Naamgeving
Het plein kreeg op 30 oktober 1991 zijn naam. Het toenmalige stadsdeel Zeeburg vernoemde het plein naar de Griekse havenstad Piraeus. De Koninklijke Nederlandse Stoomboot-Maatschappij (KNSM), die tot 1979 op het KNSM-eiland was gevestigd, onderhield een lijndienst met die haven.

## Geschiedenis
Het plein werd omstreeks 1994 aangelegd, na de oplevering van het Piraeuscomplex. Aan het plein staan slechts twee gebouwen. Aan de zuidzijde staat een voormalig administratiekantoor van de KNSM, waarschijnlijk uit 1919. In het masterplan van architect en stedenbouwkundige Jo Coenen uit 1989 werd ervoor gekozen dit pand, dat al sinds 1980 gekraakt was, te behouden. Het is in 1991 verbouwd door Friso ten Holt (bureau De Linde) in opdracht van woningbouwvereniging Het Westen (later Lieven de Key).
De ontwerpers van het gebouw Piraeus, de Berlijnse architecten Hans Kollhoff en Christian Rapp, moesten rekening houden met het te behouden KNSM-gebouw. In het masterplan van Coenen was daartoe voorgesteld dit 'superblok' te bouwen rondom een rond of ovaal binnenplein, zoals is gebeurd bij het andere superblok, het Albertcomplex. Kollhoff en Rapp kozen echter voor een andere oplossing met terugwijkend gevels, waardoor het nieuwe gebouw als het ware om het oude heen is gevouwen.

## Beschrijving
Het Piraeusplein bestaat uit twee delen. Het noordwestelijk deel is vrijwel geheel omgeven door gebouwen. Aan de noordzijde van het plein is een vrij smalle doorgang naar de KNSM-laan en aan de zuidwestzijde een niet veel bredere opening naar de Levantkade. Het zuidoostelijk pleindeel heeft een opener karakter: het opent zich naar het zuiden toe naar de Levantkade en de Ertshaven. Het gehele plein is verkeersvrij ingericht. Bijzonder is het plaveisel, dat bestaat uit betonnen Stelconplaten, die herinneren aan het havenverleden. De roestbruine kleur wordt veroorzaakt doordat aan het beton ijzervijlsel is toegevoegd. De platen in het noordwestelijk pleindeel zijn naar het noorden toe in aflopende terrasvorm geplaatst; in het zuidoostelijk deel lopen ze geleidelijk op.
Het plein kent anno 2023 huisnummers tussen 1 en 75 (oneven) en 2-32 (even). In het zuidoostelijk pleindeel bevinden zich op de begane grond een zevental commerciële ruimtes, waaronder een restaurant en een kapper. Het voormalige KNSM-administratiegebouw ligt officieel aan de Levantkade (nrs. 151-165).

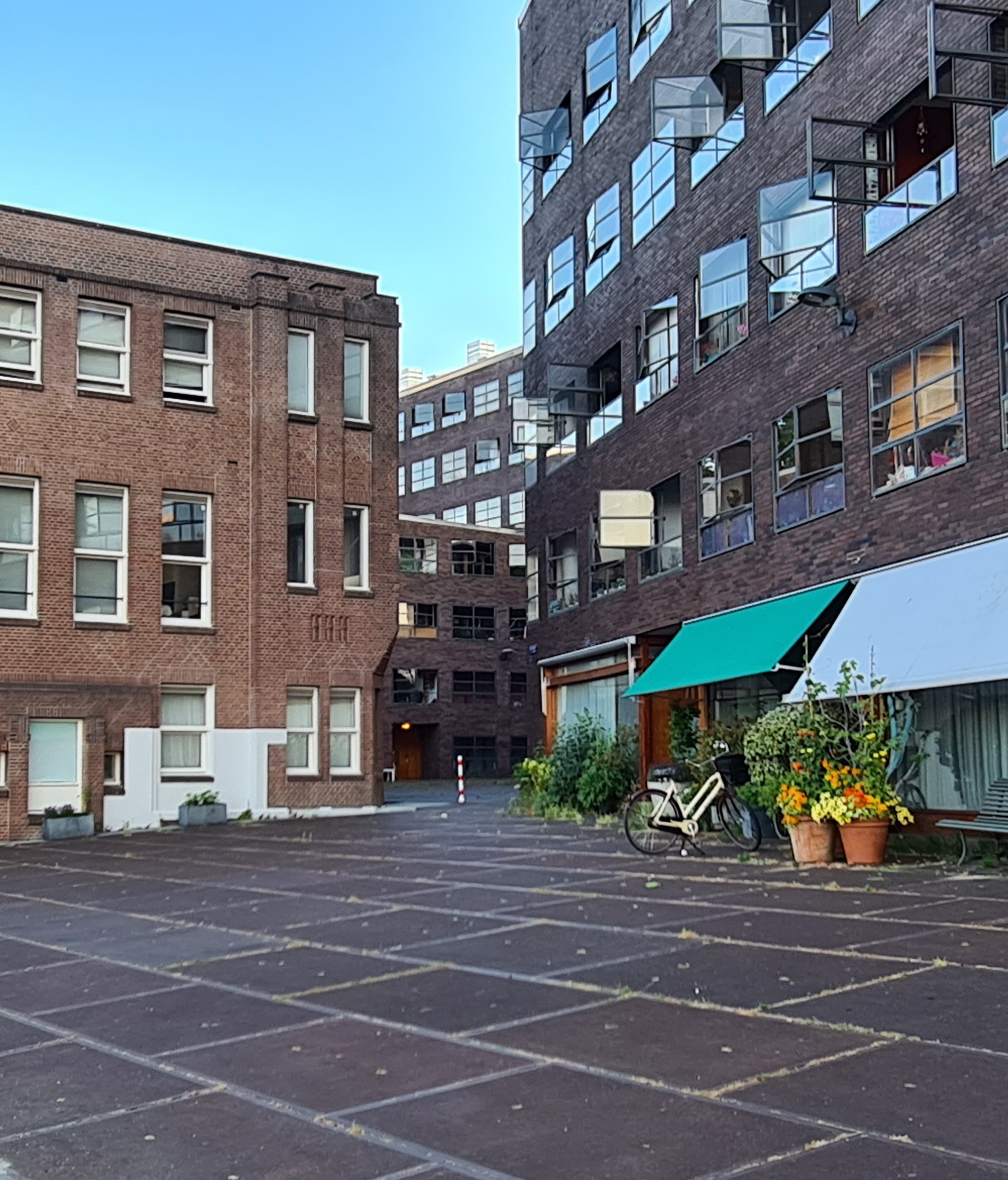
Zuidostelijk pleindeel
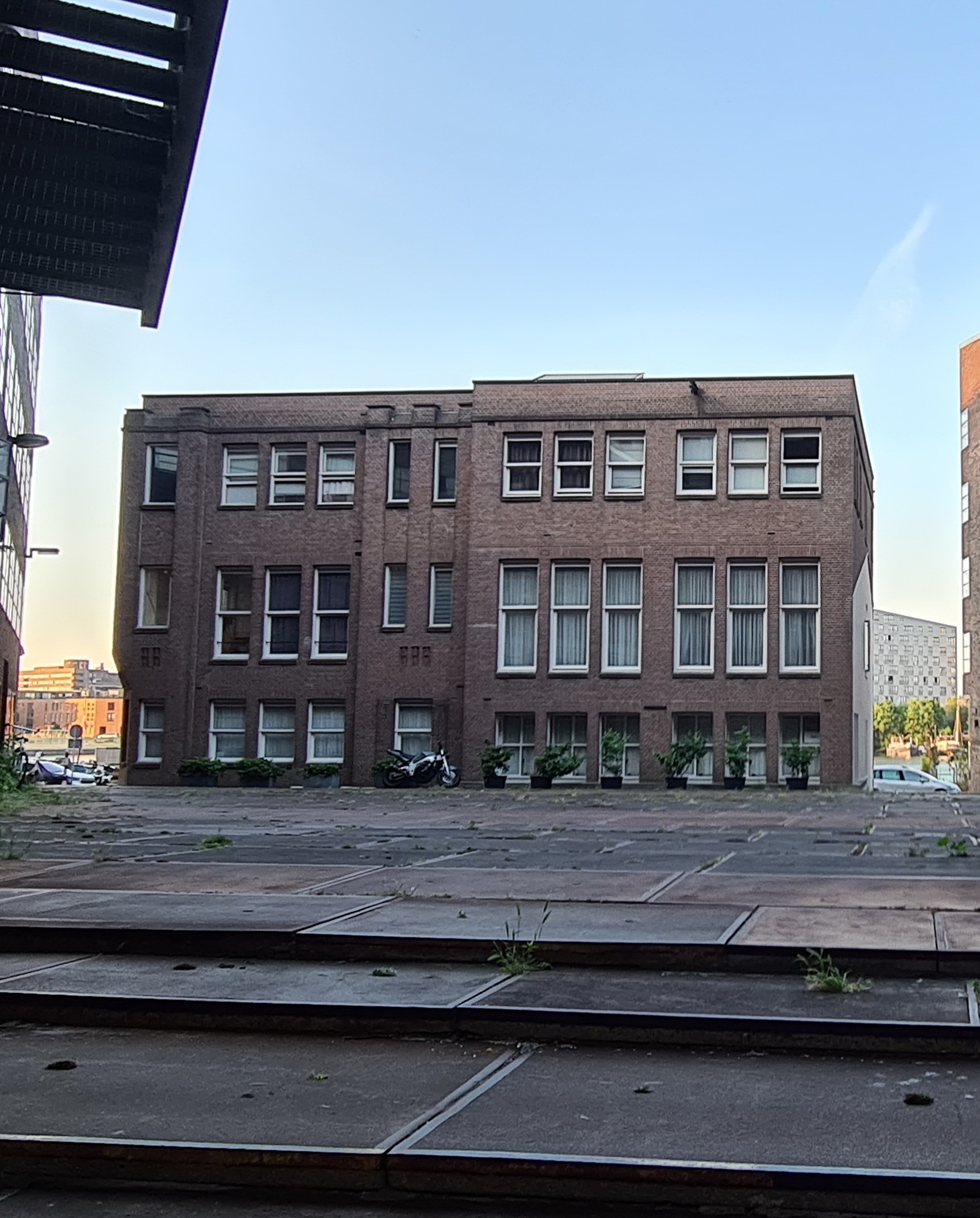
Noordwestelijk pleindeel
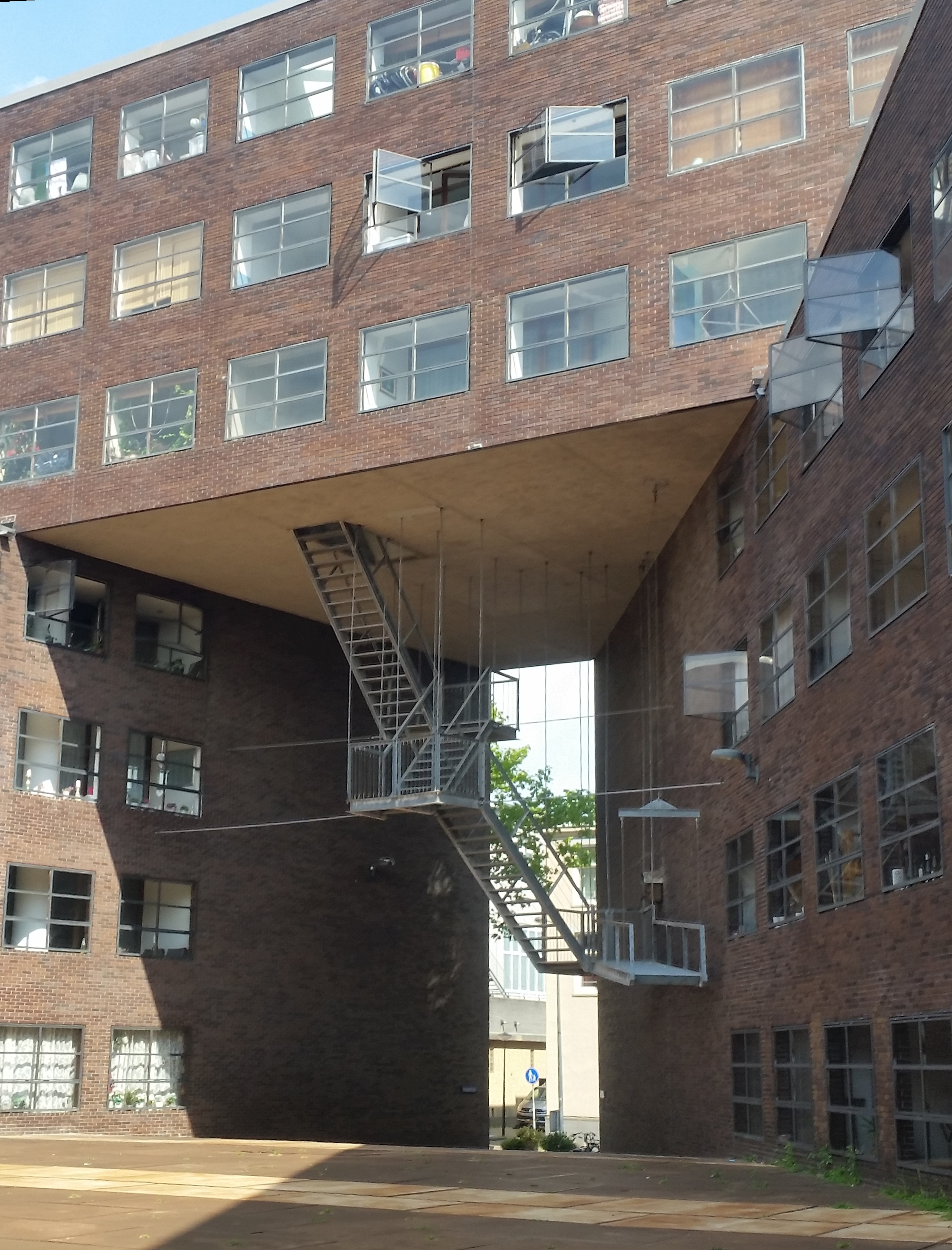
Doorgang naar KNSM-laan
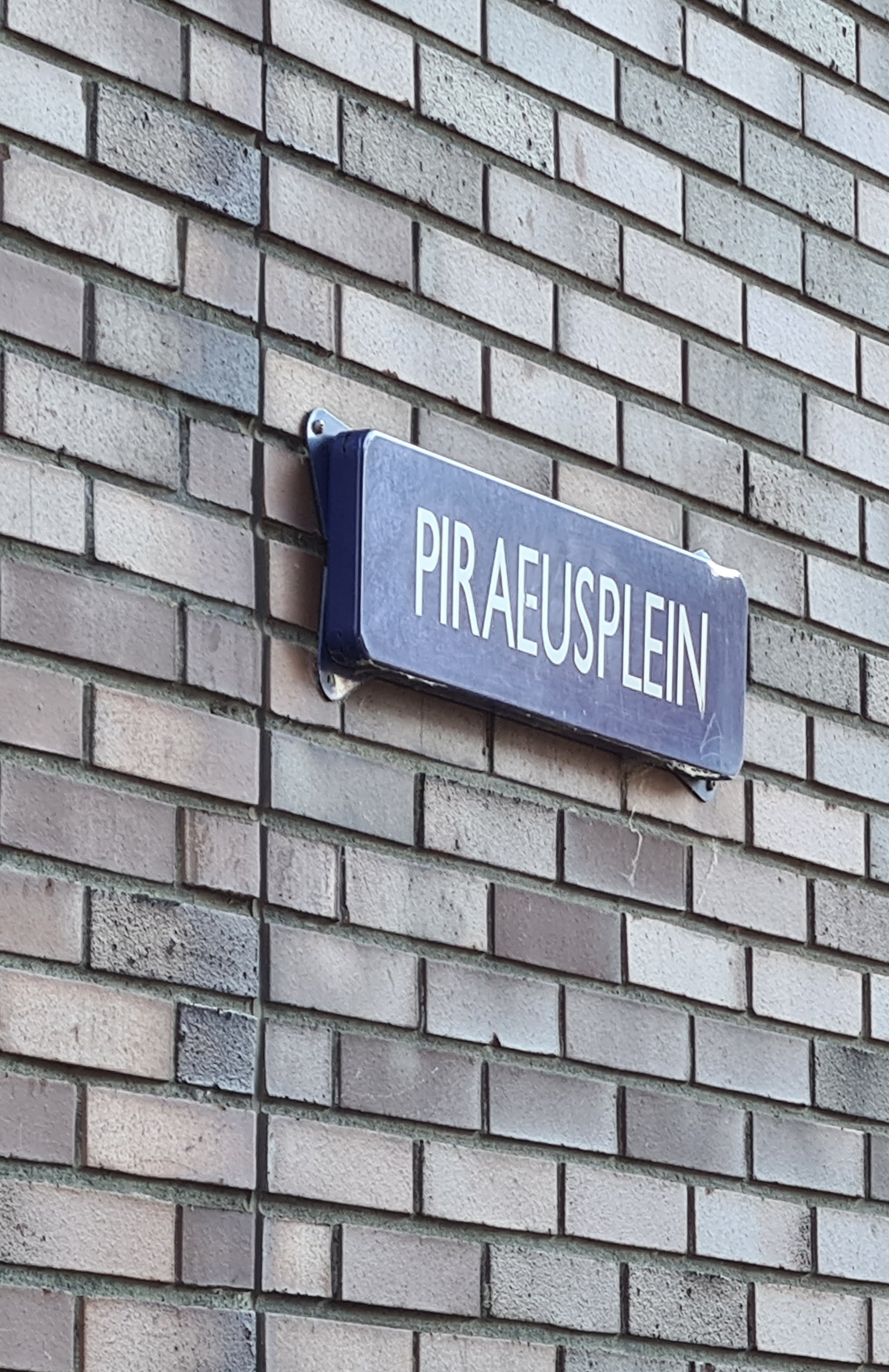
Straatnaambord